# Anchusa italica
Anchusa italica é uma espécie de planta com flor pertencente à família Boraginaceae. 
A autoridade científica da espécie é Retz., tendo sido publicada em Observationes Botanicae 1: 12. 1779.
Os seus nomes comuns são borragem-bastarda, buglossa, erva-do-fígado, erva-sangue, língua-de-vaca ou orcaneta.

## Portugal
Trata-se de uma espécie presente no território português, nomeadamente em Portugal Continental e no Arquipélago da Madeira.
Em termos de naturalidade é nativa das duas regiões atrás indicadas.

## Protecção
Não se encontra protegida por legislação portuguesa ou da Comunidade Europeia.